# دیپلماسی گروگان‌گیری
دیپلماسی گروگان‌گیری عبارت است از گروگان‌گیری برای اهداف دیپلماتیک. در حالی که این روش در دنیای باستان رایج بود، در دیپلماسی مدرن یک شیوه بحث‌برانگیز محسوب می‌شود. کشورهایی که در دیپلماسی گروگان‌گیری مشارکت داشته‌اند شامل چین، ترکیه، ایران، کره شمالی و روسیه هستند.

## پیش‌زمینه
رسم گروگان‌گیری بخش جدایی‌ناپذیری از روابط خارجی در دنیای باستان بود. این تاریخ طولانی از استفاده سیاسی و نظامی نشان می‌دهد که مقامات سیاسی به‌صورت قانونی موافقت می‌کردند که یک یا معمولاً چندین گروگان را تحت نظارت طرف مقابل قرار دهند، به‌عنوان تضمین حسن نیت در رعایت تعهدات. این تعهدات می‌توانست به شکل امضای معاهده صلح، در دست پیروز، یا حتی تبادل گروگان به‌عنوان تضمین متقابل در مواردی مانند آتش‌بس باشد.
در چین باستان، در دوره ژو خاوری، دولت خراجگزار گروگان مبادله می‌کردند تا اعتماد متقابل را تضمین کنند. رومیان نیز عادت داشتند پسران شاهزادگان باجگزار را گرفته و آنها را در روم تعلیم دهند، تا بدین‌ترتیب تضمینی برای وفاداری مستمر ملت فتح‌شده داشته باشند و همچنین حاکم آینده احتمالی را با ایدئولوژی رومی آشنا کنند. این روش همچنین در دوره اولیه اشغال بریتانیا از هند، و توسط فرانسه در روابط با کشورهای عربی در شمال آفریقا اتخاذ شد.
در زمان معاصر، دیپلماسی گروگان‌گیری عبارت است از گروگان‌گیری برای اهداف دیپلماتیک. این اصطلاح بار منفی دارد و با گروگان‌گیری جنایی مرتبط است و اغلب به‌صورت دستگیری خارجیان با اتهامات ساختگی خود را نشان می‌دهد. گروگان‌های دیپلماتیک سپس به‌عنوان ابزار چانه‌زنی نگهداری می‌شوند.

## نمونه‌های مدرن

### ایران
دیپلماسی گروگان‌گیری مدرن ایران بلافاصله پس از انقلاب اسلامی ایران با گروگان‌گیری در سفارت ایالات متحده آمریکا آغاز شد.
دولت ایران از دیپلماسی گروگان‌گیری به‌عنوان ابزار کلیدی دیپلماتیک استفاده کرده است. گروگان‌ها شامل نازنین زاغری-رتکلیف، جولی کینگ، کایلی مور-گیلبرت، مراد طهباز، کمال فروغی، آراس امیری، کامیل احمدی، فرید صفارلی و انوشه عاشوری بوده‌اند.
بنابر گفته دیپلمات هانس-یاکوب شیندلر، پرونده تاجر هلموت هوفر اولین نمونه شناخته‌شده «دیپلماسی گروگان‌گیری» با درگیری آلمان بود. هوفر در سال ۱۹۹۷ در تهران دستگیر شد و متهم به رابطه جنسی با زن مسلمان مجرد شد - جرمی که طبق شریعت مجازات آن مرگ است. اعتقاد بر این است که آن زن ممکن است از طرف دولت ایران عمل کرده باشد، چرا که چنین اتهامی می‌توانست جان خودش را نیز به خطر بیندازد. شیندلر که اکنون رئیس «پروژه مقابله با افراط‌گرایی» است، اشاره کرده که جمهوری اسلامی ایران از هوفر و سایر بازداشت‌شدگان به‌عنوان گروگان سیاسی استفاده کرد. پنج سال بعد، ماهیگیر آلمانی دونالد کلاین نیز به اتهام عبور غیرقانونی از مرز بازداشت و به ۱۸ ماه زندان محکوم شد. در پس‌زمینه، فشار ایران بر آلمان برای آزادی کاظم دارابی، تروریست محکوم‌شده ترور میکونوس، قرار داشت. با این حال، آلمان در مقابل خواسته‌های ایران مقاومت کرد، هوفر در سال ۲۰۰۰ و کلاین در سال ۲۰۰۷ آزاد شدند؛ دارابی نیز کمی پس از آن به ایران اخراج شد. در آن زمان، دولت آلمان گمانه‌زنی‌ها درباره توافق با جمهوری اسلامی را تکذیب کرد.